# Sárolta Máthé
Sárolta Máthé – verheiratet Lukacs – ist eine ungarische Tischtennisspielerin. Sie wurde in den 1960er Jahren dreimal Europameister.

## Werdegang
Sárolta Máthé gewann 13 Titel bei den Nationalen ungarischen Meisterschaften, 1960, 1962, 1964, 1965 und 1966 im Einzel, 1961, 1964, 1966 und 1967 im Doppel sowie 1964 bis 1967 im Mixed.
Von 1959 bis 1967 nahm sie an fünf Weltmeisterschaften teil und holte dabei 1963 und 1967 mit der ungarischen Damenmannschaft Bronze. Erfolgreich war sie bei allen drei Europameisterschaften, bei denen sie vertreten war: 1960 holte sie Mannschafts-Gold, Silber im Doppel mit Éva Kóczián, Bronze im Einzel und im Mixed mit Zoltán Bubonyi. Vier Jahre später wurde sie zusammen mit Péter Rózsás Europameister im Mixed, im Teamwettbewerb wurde sie Zweiter und im Doppel mit Angela Papp gewann sie Bronze. Auch 1966 holte sie den Titel im Teamwettbewerb, im Mixed mit Péter Rózsás erreichte sie das Halbfinale. In Deutschland stand sie bei den Internationalen deutschen Meisterschaften 1962/63 in Frankfurt am Main mit Ella Zeller im Finale des Damendoppels.
In der ITTF-Weltrangliste wurde sie Mitte 1971 auf den Plätzen 11 bis 16 geführt. Nach 1967 trat Sárolta Máthé-Lukacs international nicht mehr in Erscheinung.

## Privat
Um 1963 heiratete Sárolta Máthé und trat danach unter dem Namen Lukacs auf.

## Turnierergebnisse
| Verband | Veranstaltung       | Jahr | Ort       | Land | Einzel        | Doppel        | Mixed      | Team |
| ------- | ------------------- | ---- | --------- | ---- | ------------- | ------------- | ---------- | ---- |
| HUN     | Europameisterschaft | 1966 | London    | ENG  |               |               | Halbfinale | 1    |
| HUN     | Europameisterschaft | 1964 | Malmö     | SWE  | Viertelfinale | Halbfinale    | Gold       | 2    |
| HUN     | Europameisterschaft | 1960 | Zagreb    | YUG  | Halbfinale    | Silber        | Halbfinale | 1    |
| HUN     | Weltmeisterschaft   | 1967 | Stockholm | SWE  | letzte 32     | letzte 16     | letzte 16  | 3    |
| HUN     | Weltmeisterschaft   | 1965 | Ljubljana | YUG  | letzte 32     | Viertelfinale | letzte 16  | 5    |
| HUN     | Weltmeisterschaft   | 1963 | Prag      | TCH  | letzte 16     | letzte 16     | letzte 32  | 3    |
| HUN     | Weltmeisterschaft   | 1961 | Peking    | CHN  | Viertelfinale | Viertelfinale | letzte 16  | 4    |
| HUN     | Weltmeisterschaft   | 1959 | Dortmund  | FRG  | letzte 16     | letzte 32     | letzte 128 | 4    |